# Нерацій Цереал
Нерацій Цереал (*Naeratius Cerealis, д/н — після 358) — державний діяч пізньої Римської імперії.

## Життєпис
Походив зі знатного та заможного роду Нераціїв. Син Нерація Юнія Флавіана, міського префекту Риму у 311—312 рока, та Вулкації. Здобув гарну освіту. Вплив родини допоміг зробити швидку кар'єру. Володів власним будинком (domus Neratiorum) та звів бальнеї (приватні лазні) balnea Neratii Cerealis на Есквілінському пагорбі на місці між базиліками Санта-Марія-Маджоре і Юнія Басса.
У 328 році обіймав посаду префекта анони. 351 року разом з Цензорієм Даціаном був членом трибунала на Сірмійському соборі, де було засуджено вчення єпископа Фотіна, а його самого відправлено у заслання.
Після захоплення імператором Констанцієм II Італії був призначений міським префектом Риму 26 вересня 352 року. Це свідчить про неабияку довіру з боку імператора. Діяв до 8 грудня 353 року. Під час каденції опікувався постачанням зерна до Риму, щоб уникнути небезпеки голоду. Також неподалік від Арки Септимія Севера поставив статую Констанція II з написом: «Відновнику міста Риму і світу, приборкувачу згубних тиранів» («Restitutori urbis Romae adque orb [is]/ et extinctori pestiferae tyrannidis»).
У 358 році став консулом (разом з Цензорієм Даціаном). Подальша доля невідома.

## Родина
- Нерацій Скопій